# 隠滝 (奈良県)
隠滝（かくれだき）は、奈良県吉野郡上北山村白川の滝谷川にある滝。なお、上北山村のパンフレットでは「かくれ滝」と表記されている。

## 地理
国道425号から約100メートルほど三重県側に入った地点に位置する。落差105メートル。直瀑でほぼ垂直に落下する。
アクセスは、尾鷲北IC（紀勢自動車道）から国道425号経由、19キロメートル。